# Pareto-elv
A Pareto-elv, más néven a 80–20 szabály kimondja, hogy számos jelenség esetén a következmények 80%-a az okok mindössze 20%-ára vezethető vissza.

## A Pareto-elv
Eredetileg Vilfredo Pareto olasz közgazdász alkotta meg 1906-ban azt a matematikai képletet, amellyel az egyenlőtlen vagyoneloszlást (a javak egyenlőtlen eloszlását) írta le, megfigyelései alapján.
Pareto azt állította, hogy a megtermelt javak 80%-a a társadalom 20%-ához kerül a társadalomra jellemző vagyonelosztás során. Dr. Joseph Juran (1930 és 1940 között) hasonló megállapításra jutott a minőségügy területén. Juran megfogalmazásában a (bekövetkező) problémák 80%-át a hibák (az elkövetett hibák) 20%-a okozza.
A közgazdaságtan és a menedzsmenttudomány területén széles körben megfigyelt és tudatosan alkalmazott elvről beszélünk. Egy piaci környezetben működő vállalat bevételének 80%-át általában a vevők 20%-a „termeli meg”. De mondhatjuk azt is, hogy a tevékenységeinknek 20%-a hozza a jövedelmünk 80%-át. A hirdetések 20%-a hozza az üzletek 80%-át. Ezen elv ismerete segíti a döntéshozatalt (angolul: decision-making).

## A Pareto-elv kiterjesztése
A társadalmi, vevői racionalitáson alapuló döntéshozatal egy adott termék vagy szolgáltatás kapcsán több paramétert értékel. Két – minden paraméterében azonos (azonos hasznosságot hordozó) – termék vagy szolgáltatás közül azt választja, amely legalább egy paraméterében jobb a másiknál és egy paraméterében sem rosszabb annál.
Slides for Lectures (Topic 1: Theories of Distribution, Pareto's Contribution to Utility Theory, page 16.) 
E fenti elv talán egyszerűnek tűnik, de valójában nem az. A mosógépek piacán például biztos találunk azonos árú gépeket. Ez a paraméter tehát nem használható a döntéshozatalhoz. A mosógép energiafogyasztására, súlyára, fordulatszámára jellemző számok könnyen összehasonlíthatók, de az egyéb paraméterek – tisztító hatás, a dob felépítéséből következő kíméletes mosás – már nehezen. Ezeket a paramétereket a vevő a termékhez kapcsolódó marketingkommunikáció üzenetei alapján értékeli és hasonlítja össze. Végül ezek alapján hoz döntést.

## Lásd még
- Pareto-hatékonyság
- Hosszú farok